# The Nielsen Company
The Nielsen Company is een Amerikaans mediaconglomeraat dat voornamelijk diensten levert op het gebied van kijk- en luisteronderzoek en marketing- en media-informatie. De multinational is gevestigd in New York. Het bedrijf is opgericht in 1923 door Arthur C. Nielsen en was lange tijd in handen van de Nederlandse uitgever VNU.

## Geschiedenis

### Verenigde Nederlandse Uitgeversbedrijven
Tot 2007 heette het Verenigde Nederlandse Uitgeversbedrijven (afgekort: VNU). Het was een Nederlands mediabedrijf en gaf voornamelijk tijdschriften, kranten en boeken uit.
VNU ontstond in 1964 uit een samenwerking tussen de uitgeverijen De Spaarnestad en Cebema (moedermaatschappij van onder andere De Geïllustreerde Pers). Op 2 juni 1965 kwam het tot een definitieve fusie tussen De Spaarnestad en Cebema. De VNU gaf onder andere tijdschriften uit als Panorama, Story, Libelle, Nieuwe Revu, Margriet, Katholieke Illustratie, Cosmopolitan, Playboy en via haar dochteruitgeverij Oberon ook bekende kinderboeken en (strip)weekbladen zoals Donald Duck, Tina, Sjors en Sjimmie, Billie Turf, Winnetou, Asterix en Obelix en Kuifje. Daarnaast had het een grote uitgeverstak van vakinformatie en zakentijdschriften die handelde onder de naam VNU Business Publications. In 1986 verkocht uitgever Kluwer haar publieksbladendochter, met tijdschriften als  Ariadne, Vorsten, Ouders van Nu en Eigen Huis & Interieur, aan VNU.

### VNU
In 1999 werd de lange naam Verenigde Nederlandse Uitgeversbedrijven ingeruild voor het acroniem VNU.
VNU was in de tweede helft van de jaren negentig bezig met een heroriëntatie van de kernactiviteiten en had een aantal grote Amerikaanse marketinginformatie- en onderzoeksbedrijven, waaronder ACNielsen en Nielsen Media Research, overgenomen. Deze tak binnen het bedrijf was alleen al in totale omzet belangrijker geworden dan de uitgeversactiviteiten. In 2000 nog nam VNU Tijdschriften de zoekmachine Ilse en de Nederlandse website Startpagina.nl over en doopte ze om tot Ilse Media. Als onderdeel echter van de eerdergenoemde verschuiving van de kerntaken begon VNU uitgeversonderdelen af te stoten. In 2001 kocht het Finse mediabedrijf Sanoma WSOY voor 1,25 miljard euro de VNU Consumer Information Group, waarin onder andere VNU Tijdschriften en Ilse Media waren ondergebracht.
In november 2005 blies VNU onder druk van beleggers een aangekondigde miljardenovername van het Amerikaanse bedrijf IMS Health af. Toenmalig bestuursvoorzitter Rob van den Bergh stapte op en met zijn vertrek was er van enige Nederlandse invloed in de raad van bestuur van VNU geen sprake meer. De beleggers waren tegen de overnameplannen omdat VNU volgens de aandeelhouders veel slechter had gepresteerd dan haar concurrenten.
Direct na de mislukte overname werd de VNU door meerdere partijen benaderd voor een overname. Een overnamebod moest volgens analisten minimaal 7,3 miljard euro bedragen. Zes grote investeringsmaatschappijen (Carlyle Group, AlpInvest Partners, Blackstone Group, Hellman & Friedman, Kohlberg Kravis Roberts (KKR) en Thomas H. Lee) vormden samen het consortium Valcon en boden samen 28,75 euro per aandeel, oftewel een totaal van 7,5 miljard euro (inclusief VNU's schulden bedroeg de overnamesom 8,6 miljard euro). Andere gegadigde investeringsmaatschappijen als Permira en Apax haakten af. Op 8 maart 2006 maakte VNU bekend dat er een overnameakkoord over het gedane bod was bereikt, de overname prijs was nog iets verhoogd naar 29,50 per aandeel. Daarna namen Amerikaanse bestuurders het over en besloot ook Rob Ruijter (CFO) in februari 2007 op te stappen.
In december 2006 kondigde VNU aan dat het wereldwijd 4000 van de 42.000 arbeidsplaatsen zou schrappen. De onderneming verkocht bovendien zijn laatste tijdschriftendivisie, VNU Business Media Europe, aan de Britse investeerder 3i. Zo'n 70 tijdschriften waaronder Intermediair, Computing, Computable, Accountancy Age en Management Team gingen over. Tijdschriften over productinnovatie, onderzoek en ontwikkeling kwamen voortaan onder dak bij een nieuwe, oude bekende naam; vanaf 1 mei 2007 heette de voortaan van Nielsen onafhankelijke divisie VNU Media. VNU Business Publications, de Engelse uitgeefactiviteiten inclusief de technologiewebsite The Inquirer, gingen over naar Incisive Media.

### The Nielsen Company
Vanaf 18 januari 2007 onderging VNU een naamswijziging naar The Nielsen Company, daarmee verwijzend naar de belangrijkste en bekendste merknaam van haar dochter ACNielsen. Met onder andere AC Nielsen en Nielsen Media Research is The Nielsen Company actief in het verzamelen en analyseren van marketinginformatie, bedrijfsinformatie en radio- en televisiekijkcijfers in meer dan 50 landen.
In januari 2011 kreeg het bedrijf weer een beursnotering aan de New York Stock Exchange. Op 31 augustus 2015 fuseerde Nielsen N.V., een Nederlandse naamloze vennootschap, met Nielsen Holdings plc. Na de fusie werd de naam Nielsen Holdings plc en de zetel verhuisde naar Engeland.
Op 5 maart 2021 werd de verkoop van het bedrijfsonderdeel Global Connect afgerond. Advent International Corporation betaalde zo'n US$ 2,7 miljard voor dit onderdeel en het geld werd gebruikt om schulden af te lossen. Het leverde een boekwinst op van US$ 412 miljoen dat in de resultaten over 2021 werd opgenomen.
Het consortium Evergreen Coast Capital Corp, van Elliott Investment Management en Brookfield Business Partners, hebben Nielsen Holdings plc overgenomen voor US$ 16 miljard. De aandeelhouders kregen US$ 28 per aandeel en vanaf 12 oktober 2022 is de beursnotering beëindigd. Elliott was al sinds 2018 aandeelhouder en was ontevreden over de financiële prestaties. Elliott zette het bestuur onder druk om in de kosten te snijden en Global Connect te verkopen.